# 勝芳孝
勝 芳孝（かつ よしたか、1915年5月5日 - 没年不詳）は、日本の華族、実業家。新興製作所代表取締役社長、伯爵。徳川慶喜の孫および勝海舟の曾孫であり、勝家第3代当主。

## 人物・経歴
1915年（大正4年）5月、父・勝精（徳川精、徳川慶喜の十男）と母・勝伊代（勝小鹿の長女）の長男として生まれる。
学習院を経て、立教大学経済学部を卒業。
1941年（昭和16年）に出征し、ラバウルの陸軍部隊にいて終戦を迎える。一時戦死したとの誤報も流れた中、赤坂・氷川の邸宅も空襲で焼かれた。わずかに土蔵が残ったものの、これも戦後のどさくさの中で、伯爵家の執事の三太夫に持ち出され、散逸したものが多いという。名刀や名剣の類は、進駐軍のアメリカ軍人らに持ち出された。
1947年（昭和22年）、帰国した芳孝は、家計を整理し家財を買戻し、勝家の墓地の整理を行った。
1980年（昭和55年）3月、新興製作所代表取締役社長に就任する。
芳孝は勝家の3代当主として伯爵を襲爵し、家系はその長男・芳邦（1961年 -2016年）に続いた。
サンフランシスコで撮影された勝海舟の写真は芳孝が所蔵していた。

## 家族
- 妻・坂本和子（1925年 - 不明）‐ 坂本英一の娘
- 長男・勝芳邦（1961年 - 2016年）- 大田区立勝海舟記念館（2019年オープン）の開設準備の際には区の検討委員会のメンバーとしてアドバイザーを務めた[7]。